# 信達國際
信達國際控股有限公司，簡稱信達國際控股，以及信達國際（英語：Cinda International Holdings Limited，港交所：0111），是在2008年12月31日，由前身亨達國際控股有限公司更名而來的，母公司中國信達資產管理股份有限公司，第二大股東為中國建設銀行股份有限公司，總部位於香港皇后大道中183號中遠大廈45樓。
主要業務資產處置、託管清算、證券、期貨、資產管理、保險、基金及金融房地產等行業，旗下公司華建國際集團有限公司、信達證券股份有限公司、信達期貨有限公司、幸福人壽保險股份有限公司、信達地產股份有限公司、信達財產保險股份有限公司、信達投資有限公司、信達澳銀基金管理有限公司、中潤經濟發展有限責任公司、中國金谷國際信託有限責任公司、信達金融租賃有限公司等。
董事長為陳孝周，總經理為高冠江。

## 連結
- Cinda.com.hk （页面存档备份，存于）